# Eleições estaduais em São Paulo em 1945
As eleições estaduais em São Paulo em 1945 ocorreram a 2 de dezembro sob as regras fixadas no decreto-lei nº 7.586 e numa resolução do Tribunal Superior Eleitoral baixada em 8 de setembro como parte das eleições no Distrito Federal, 20 estados e no território federal do Acre. Foram eleitos dois senadores e trinta e cinco deputados federais enviados à Assembleia Nacional Constituinte para elaborar a Constituição de 1946 restaurando a democracia após o Estado Novo.
Convocados a eleger seus representantes no Congresso Nacional, os paulistas deram a Getúlio Vargas o status de senador a bordo de uma votação nominal recorde, a despeito de o mesmo ter impedido a posse de Júlio Prestes como presidente da República ao tomar o poder via Revolução de 1930 e responder militarmente à Revolução Constitucionalista de 1932. Apesar vitória, o ex-presidente não exerceu o mandato obtido em São Paulo, preferindo representar os gaúchos no Senado Federal. Numa época onde não existia a figura do domicílio eleitoral e a lei permitia as "candidaturas múltiplas", Getúlio Vargas abdicou do mandato de deputado federal que conseguiu em seis estados e no Distrito Federal, sendo efetivados os suplentes. A sua cadeira de senador por São Paulo foi preenchida em 1947 por Euclides Vieira.
Quanto à segunda cadeira de senador, a mesma foi entregue também ao PTB na pessoa de Marcondes Filho. Paulistano, ele é advogado pela Universidade de São Paulo e foi promotor de justiça na capital paulista. Integrante do Partido Republicano Paulista, foi eleito vereador na cidade de São Paulo em 1925 e deputado federal em 1927 e 1930. Vitimado pela Revolução de 1930, afastou-se por alguns anos da vida política até que se aproximou do presidente Getúlio Vargas e foi nomeado para dirigir o Departamento Administrativo do Estado de São Paulo após o Estado Novo. Posteriormente foi nomeado ministro do Trabalho e em sua gestão foi promulgada a Consolidação das Leis do Trabalho e acumulou esse cargo com o de ministro da Justiça.

## Resultado da eleição para senador
Dados fornecidos pelo Tribunal Superior Eleitoral com informações complementares do Senado Federal.
| Candidatos a senador da República   | Primeiro suplente de senador | Número | Coligação           | Votação | Percentual |
| ----------------------------------- | ---------------------------- | ------ | ------------------- | ------- | ---------- |
| Getúlio Vargas PTB                  | Não havia -                  | -      | PTB (sem coligação) | 414.943 | 16,47%     |
| Marcondes Filho PTB                 | Ver abaixo PTB               | -      | PTB (sem coligação) | 362.557 | 14,39%     |
| César Vergueiro PSD                 | Não havia -                  | -      | PSD (sem coligação) | 341.986 | 13,58%     |
| Ernesto Leme UDN                    | Não havia -                  | -      | UDN (sem coligação) | 327.063 | 12,99%     |
| Rodrigues Alves Filho PSD           | Não havia -                  | -      | PSD (sem coligação) | 323.884 | 12,86%     |
| Mário Tavares UDN                   | Não havia -                  | -      | UDN (sem coligação) | 320.339 | 12,72%     |
| Luís Carlos Prestes PCB             | Não havia -                  | -      | PCB (sem coligação) | 202.273 | 8,03%      |
| Rafael Correia de Sampaio Filho PCB | Não havia -                  | -      | PCB (sem coligação) | 195.516 | 7,76%      |
| Rubião Meira PR                     | Não havia -                  | -      | PR (sem coligação)  | 25.885  | 1,03%      |
| Caio Simões PRP                     | Não havia -                  | -      | PRP (sem coligação) | 2.139   | 0,09%      |
| Bento Vidal PAN                     | Não havia -                  | -      | PAN (sem coligação) | 2.131   | 0,08%      |
| Fontes:                             |                              |        |                     |         |            |

## Resultado da eleição para suplente de senador
Foram apurados 121.196 votos nominais.

### Chapa do PTB com Marcondes Filho
| Primeiro suplente de senador | Candidatos a senador da República | Número | Coligação           | Votação | Percentual |
| ---------------------------- | --------------------------------- | ------ | ------------------- | ------- | ---------- |
| Augusto do Amaral PTB        | Ver acima -                       | -      | PTB (sem coligação) | 67.016  | 55,29%     |
| Paschoal de Muzzio PTB       | Ver acima -                       | -      | PTB (sem coligação) | 39.935  | 32,95%     |
| Antônio Carlos Pestana PTB   | Ver acima -                       | -      | PTB (sem coligação) | 14.245  | 11,76%     |

## Deputados federais eleitos
São relacionados os candidatos eleitos com informações complementares da Câmara dos Deputados.

Representação eleita
  PSD: 16
  UDN: 7
  PTB: 6
  PCB: 4
  PDC: 1
  PRP: 1

Fonteː
| Deputados federais eleitos | Partido | Votação | Percentual | Cidade onde nasceu  | Unidade federativa |
| Carlos Cirilo Júnior       | PSD     | 67.633  |            | Curitiba            | Paraná             |
| Gofredo Teles Júnior       | PSD     | 39.543  |            | São Paulo           | São Paulo          |
| José Maria Crispim         | PCB     | 36.657  |            | São Miguel do Guamá | Pará               |
| Novelli Júnior             | PSD     | 31.360  |            | Itu                 | São Paulo          |
| Gastão Vidigal             | PSD     | 30.935  |            | São Paulo           | São Paulo          |
| Mário Masagão              | UDN     | 27.248  |            | São Carlos          | São Paulo          |
| Antônio Feliciano          | PSD     | 24.639  |            | Paraibuna           | São Paulo          |
| César Costa                | PSD     | 23.862  |            | Taubaté             | São Paulo          |
| Martins Filho              | PSD     | 22.403  |            | São Paulo           | São Paulo          |
| Sílvio de Campos           | PSD     | 21.404  |            | Amparo              | São Paulo          |
| Osvaldo Pacheco            | PCB     | 18.420  |            | Malhada dos Bois    | Sergipe            |
| Hugo Borghi                | PTB     | 17.938  |            | Campinas            | São Paulo          |
| Benedito Costa Neto        | PSD     | 17.829  |            | Macaé               | Rio de Janeiro     |
| Paulo Nogueira Filho       | UDN     | 17.094  |            | São Paulo           | São Paulo          |
| Romeu Lourenção            | UDN     | 17.087  |            | Brotas              | São Paulo          |
| Manuel Vítor               | PDC     | 16.977  |            | Juiz de Fora        | Minas Gerais       |
| José Armando               | PSD     | 15.959  |            | Santos              | São Paulo          |
| Jorge Amado                | PCB     | 15.315  |            | Itabuna             | Bahia              |
| Mário Scott                | PCB     | 13.570  |            | Tietê               | São Paulo          |
| Plínio Barreto             | UDN     | 13.489  |            | Campinas            | São Paulo          |
| Horácio Lafer              | PSD     | 13.093  |            | São Paulo           | São Paulo          |
| José João Abdalla          | PSD     | 13.067  |            | Guaratinguetá       | São Paulo          |
| Lopes Ferraz               | PSD     | 12.857  |            | Barra Bonita        | São Paulo          |
| Ataliba Nogueira           | PSD     | 12.591  |            | Campinas            | São Paulo          |
| Sampaio Vidal              | PSD     | 12.238  |            | São Carlos          | São Paulo          |
| José Alves Palma           | PSD     | 11.893  |            | Cajuru              | São Paulo          |
| Guaracy Silveira           | PTB     | 11.468  |            | Franca              | São Paulo          |
| Altino Arantes             | UDN     | 10.459  |            | Batatais            | São Paulo          |
| Aureliano Leite            | UDN     | 10.318  |            | Ouro Fino           | Minas Gerais       |
| Toledo Piza                | UDN     | 10.300  |            | São Paulo           | São Paulo          |
| Pedroso Júnior             | PTB     | 8.319   |            | Aguaí               | São Paulo          |
| Campos Vergal              | PRP     | 7.547   |            | Serra Negra         | São Paulo          |
| Romeu Fiori                | PTB     | 6.934   |            | São Simão           | São Paulo          |
| Berto Condê                | PTB     | 6.895   |            | Petrópolis          | Rio de Janeiro     |
| Eusébio Rocha              | PTB     | 5.667   |            | São Paulo           | São Paulo          |
| Fontes:                    |         |         |            |                     |                    |